# Kappelbergtunnel
Der Kappelbergtunnel im Rems-Murr-Kreis in Baden-Württemberg ist ein 1.585 m langer, zweiröhriger, in offener Bauweise errichteter Straßentunnel der in diesem Straßenabschnitt schnellstraßenartig errichteten Bundesstraße 14, die das Neckartal mit dem Remstal östlich von Stuttgart verbindet und in diesem Bereich die Ortsdurchfahrten von Bad Cannstatt, Fellbach und Waiblingen entlastet. Bis zum Juni 2024 galt im Tunnel ein Tempolimit von 100 km/h, dieses kann aber durch Wechselverkehrszeichen, beispielsweise bei Bauarbeiten, geändert werden. Im Juli 2024 wurde das Tempolimit auf 80 km/h gesenkt.

## Geographische Lage
Der Kappelbergtunnel befindet sich zwischen Fellbach im Nordosten und Stuttgart im Südwesten. Er tangiert das südliche Stadtgebiet von Fellbach und führt leicht bogenartig verlaufend durch die Nordflanke des Kappelbergs, der nordwestlichster Ausläufer des Schurwalds ist.

## Geschichte
Baubeginn war im Juli 1986, die Baukosten betrugen 63 Millionen D-Mark (32 Mio. Euro). Der Teilabschnitt bis zum Neckartalviadukt Untertürkheim beim Neckarstadion ging am 14. Dezember 1992 in Betrieb. Die Gesamtstrecke bis zur Bundesstraße 10 wurde am 29. Dezember 1994 eröffnet. Auf diesem Abschnitt der B 14 fahren seitdem täglich bis zu 80.000 Fahrzeuge.
Beim Tunnel-Test des ADAC im Jahr 2002 wurde der Kappelbergtunnel als „bedenklich“ eingestuft; im darauf folgenden Jahr wurden die Brandschutzauflagen verschärft. Der Tunnel wurde daher von Mai 2004 bis November 2005 generalsaniert. Bei den Arbeiten wurden unter anderem die Wände aufgehellt, neue Abluftvorrichtungen, verschließbare Fluchttüren und neue Leuchten installiert, ein Höhenkontrollsystem montiert sowie ein neuer Asphaltbelag aufgebracht.
Anfang 2006 testete der ADAC den Kappelbergtunnel erneut, das Ergebnis lautete diesmal „sehr gut“. Vom 21. August bis 15. September 2006 wurden im Tunnel elektronische Dauerlichtzeichen über jeder Fahrspur eingebaut.
Der Kappelbergtunnel ist ein Unfallschwerpunkt; vor allem bei der Einfahrt in den Tunnel ereignen sich immer wieder Auffahrunfälle. Als Ursache wird vermutet, dass Autofahrer aus „Tunnelangst“ bei der Einfahrt in den Tunnel abbremsen. Wegen der starken Verkehrsbelastung des Tunnels haben auch kleine Unfälle meist lange Staus zur Folge. Zur Analyse wurde in der ersten Junihälfte 2016 der Verkehr beobachtet.

## Bilder

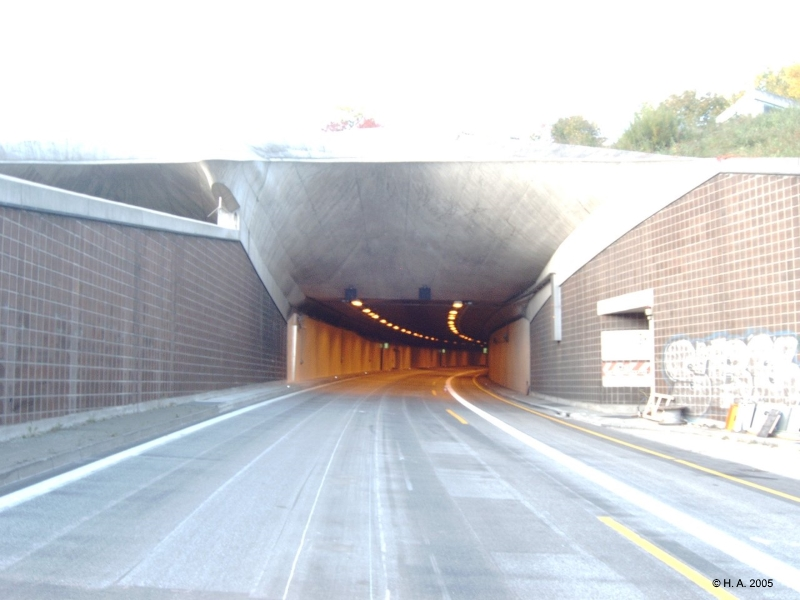
Gesperrtes Ostportal in Fahrtrichtung Stuttgart während der Sanierungsarbeiten 2005
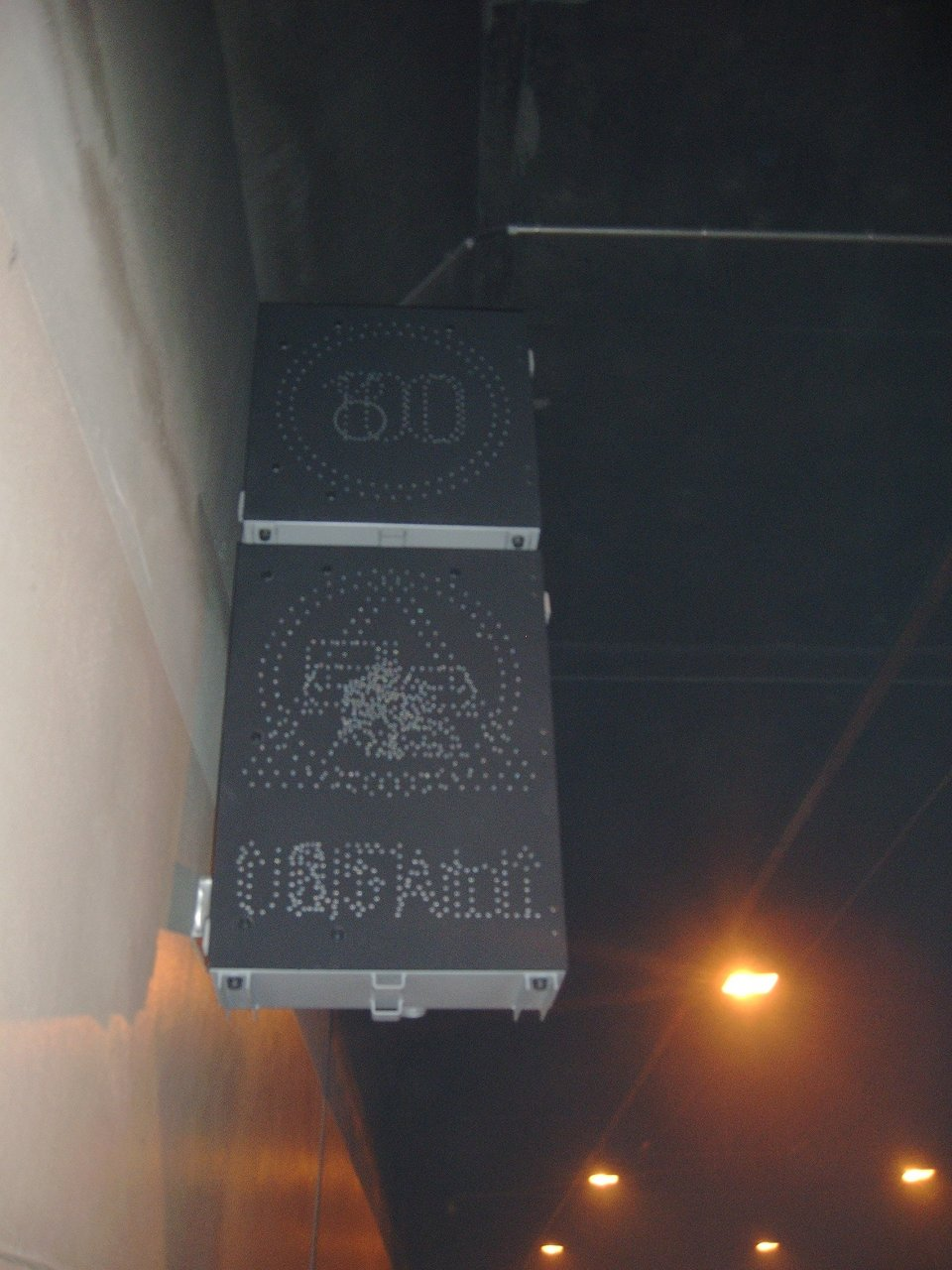
Wechselverkehrszeichen im Kappelbergtunnel